# Badim
Badim é uma povoação portuguesa do Município de Monção que foi sede da extinta Freguesia de Badim, freguesia que tinha 7,1 km² de área e 178 habitantes (2011), e, por isso, uma densidade populacional de 25,1 h/km².
A Freguesia de Badim foi extinta (agregada) pela reorganização administrativa de 2012/2013, tendo o seu território sido agregado ao da Freguesia de Ceivães para criar a União de Freguesias de Ceivães e Badim.
Pertenceu ao antigo concelho de Valadares até 1855.

## População
| População da freguesia de Badim | População da freguesia de Badim | População da freguesia de Badim | População da freguesia de Badim | População da freguesia de Badim | População da freguesia de Badim | População da freguesia de Badim | População da freguesia de Badim | População da freguesia de Badim | População da freguesia de Badim | População da freguesia de Badim | População da freguesia de Badim | População da freguesia de Badim | População da freguesia de Badim | População da freguesia de Badim |
| ------------------------------- | ------------------------------- | ------------------------------- | ------------------------------- | ------------------------------- | ------------------------------- | ------------------------------- | ------------------------------- | ------------------------------- | ------------------------------- | ------------------------------- | ------------------------------- | ------------------------------- | ------------------------------- | ------------------------------- |
| 1864                            | 1878                            | 1890                            | 1900                            | 1911                            | 1920                            | 1930                            | 1940                            | 1950                            | 1960                            | 1970                            | 1981                            | 1991                            | 2001                            | 2011                            |
| 543                             | 550                             | 439                             | 504                             | 420                             | 451                             | 418                             | 440                             | 645                             | 463                             | 426                             | 396                             | 297                             | 225                             | 178                             |

| Distribuição da População por Grupos Etários | Distribuição da População por Grupos Etários | Distribuição da População por Grupos Etários | Distribuição da População por Grupos Etários | Distribuição da População por Grupos Etários | Distribuição da População por Grupos Etários | Distribuição da População por Grupos Etários | Distribuição da População por Grupos Etários | Distribuição da População por Grupos Etários | Distribuição da População por Grupos Etários |
| -------------------------------------------- | -------------------------------------------- | -------------------------------------------- | -------------------------------------------- | -------------------------------------------- | -------------------------------------------- | -------------------------------------------- | -------------------------------------------- | -------------------------------------------- | -------------------------------------------- |
| Ano                                          | 0-14 Anos                                    | 15-24 Anos                                   | 25-64 Anos                                   | > 65 Anos                                    |                                              | 0-14 Anos                                    | 15-24 Anos                                   | 25-64 Anos                                   | > 65 Anos                                    |
| 2001                                         | 28                                           | 24                                           | 109                                          | 64                                           |                                              | 12,4%                                        | 10,7%                                        | 48,4%                                        | 28,4%                                        |
| 2011                                         | 15                                           | 20                                           | 65                                           | 78                                           |                                              | 8,4%                                         | 11,2%                                        | 36,5%                                        | 43,8%                                        |

## Património cultural e edificado
- Igreja paroquial
- Capela da Senhora da Graça
- Capela de Senrela
- Alminhas de Senrela, da Barronda, da Boalhosa, do Regueiro e Vila-boa
- Crasto do Monte da Senhora da Graça
- Casa da Porteleira